# Audi A6 allroad quattro
Audi allroad quattro (fra 2006 Audi A6 allroad quattro) er en SUV-udgave af Audi A6 Avant. Den adskiller sig fra den normale A6 Avant gennem det standardmæssige permanente firehjulstræk med luftaffjedring, større frihøjde og beskyttede stænklapper for og bag. Med niveaureguleringen kan frihøjden indstilles i fire trin (C5). I højeste niveau er frihøjden 20,8 centimeter på C5 og 18,5 centimeter på C6. Ved højere hastigheder sænkes niveauet automatisk for at mindske luftmodstanden.
Første generation af allroad quattro (C5) kunne som ekstraudstyr bestilles med fordelergearkasse (Low Range).
allroad quattro's konkurrenter er hovedsageligt Subaru Outback og Volvo XC70.

## Motorer

### allroad quattro C5 (1999−2005)
Den første allroad quattro kom på markedet i 1999 og var baseret på den dengang aktuelle A6, og fandtes i første omgang med V6-benzinmotoren på 2,7 liter med 250 hk og V6-dieselmotoren på 2,5 liter med 180 hk. I 2003 kom V8-benzinmotoren på 4,2 liter med 300 hk og V6-dieselmotoren på 2,5 liter med 163 hk.

#### Tekniske specifikationer
| Model         | Cylindre/ ventiler | Slagvolume cm³ | Max. effekt kW (hk) / omdr. | Max. drejningsmoment Nm / omdr. | Motorkode       | 0-100 km/t sek. | Topfart km/t | Byggeår     |
| ------------- | ------------------ | -------------- | --------------------------- | ------------------------------- | --------------- | --------------- | ------------ | ----------- |
| Benzinmotorer |                    |                |                             |                                 |                 |                 |              |             |
| 2.7           | 6 / 30             | 2671           | 184 (250) / 5800            | 350 / 1800 − 4500               | ARE / BES       | 7,4             | 236          | 1999 − 2005 |
| 4.2           | 8 / 40             | 4163           | 220 (300) / 6200            | 380 / 2700 − 4600               | ARS / ASG / BAS | 7,2             | 240          | 2003 − 2005 |
| Dieselmotorer |                    |                |                             |                                 |                 |                 |              |             |
| 2.5 TDI       | 6 / 24             | 2496           | 120 (163) / 4000            | 310 / 1400 − 3600               | BFC / BCZ       | 10,4            | 203          | 2003 − 2005 |
| 2.5 TDI       | 6 / 24             | 2496           | 132 (180) / 4000            | 370 / 1500 − 2500               | AKE / BDH / BAU | 9,5             | 207          | 1999 − 2005 |

### A6 allroad quattro C6 (2006−2008)
To år efter den nye A6 kom den nye model, nu benævnt Audi A6 allroad quattro, på markedet. Fra starten af fandtes modellen med følgende motorer:
| Model         | Cylindre/ ventiler | Slagvolume cm³ | Max. effekt kW (hk) / omdr. | Max. drejningsmoment Nm / omdr. | 0-100 km/t sek. | Topfart km/t | Byggeår     |
| ------------- | ------------------ | -------------- | --------------------------- | ------------------------------- | --------------- | ------------ | ----------- |
| Benzinmotorer |                    |                |                             |                                 |                 |              |             |
| 3.2 FSI       | 6 / 24             | 3123           | 188 (256) / 6500            | 330 / 3250                      | 7,2             | 242          | 2006 − 2008 |
| 4.2 FSI       | 8 / 32             | 4163           | 257 (350) / 6800            | 440 / 3500                      | 6,3             | 250          | 2006 − 2008 |
| Dieselmotorer |                    |                |                             |                                 |                 |              |             |
| 2.7 TDI       | 6 / 24             | 2698           | 132 (180) / 3300 − 4500     | 380 / 1400 − 3300               | 9,3             | 215          | 2006 − 2008 |
| 3.0 TDI       | 6 / 24             | 2967           | 171 (233) / 4000            | 450 / 1400 − 3250               | 7,5             | 231          | 2006 − 2008 |

### A6 allroad quattro C6 (facelift, 2008−2011)
Samtidig med faceliftet af den almindelige A6 blev også allroad quattro faceliftet i slutningen af 2008. Udover designændringer blev også motorerne modificeret og 3,0 TFSI tilføjet modelprogrammet:
| Model         | Cylindre/ ventiler | Slagvolume cm³ | Max. effekt kW (hk) / omdr. | Max. drejningsmoment Nm / omdr. | 0-100 km/t sek. | Topfart km/t | Byggeår     |
| ------------- | ------------------ | -------------- | --------------------------- | ------------------------------- | --------------- | ------------ | ----------- |
| Benzinmotorer |                    |                |                             |                                 |                 |              |             |
| 3.0 TFSI      | 6 / 24             | 2995           | 213 (290) / 4850 − 6800     | 420 / 2500 − 4850               | 6,3             | 250          | 2008 − 2011 |
| 4.2 FSI       | 8 / 32             | 4163           | 257 (350) / 6800            | 440 / 3500                      | 6,3             | 250          | 2008 − 2011 |
| Dieselmotorer |                    |                |                             |                                 |                 |              |             |
| 2.7 TDI       | 6 / 24             | 2698           | 140 (190) / 3500 − 4400     | 450 / 1750 − 2250               | 8,8             | 218          | 2008 − 2011 |
| 3.0 TDI       | 6 / 24             | 2967           | 176 (240) / 4000 − 4400     | 500 / 1500 − 3000               | 7,4             | 233          | 2008 − 2011 |

- Audi A6 allroad quattro (2008−2011)
- Forfra
- Bagfra
- Interiør